# Frigo à l'Electric Hotel
Pour plus de détails, voir Fiche technique et Distribution.

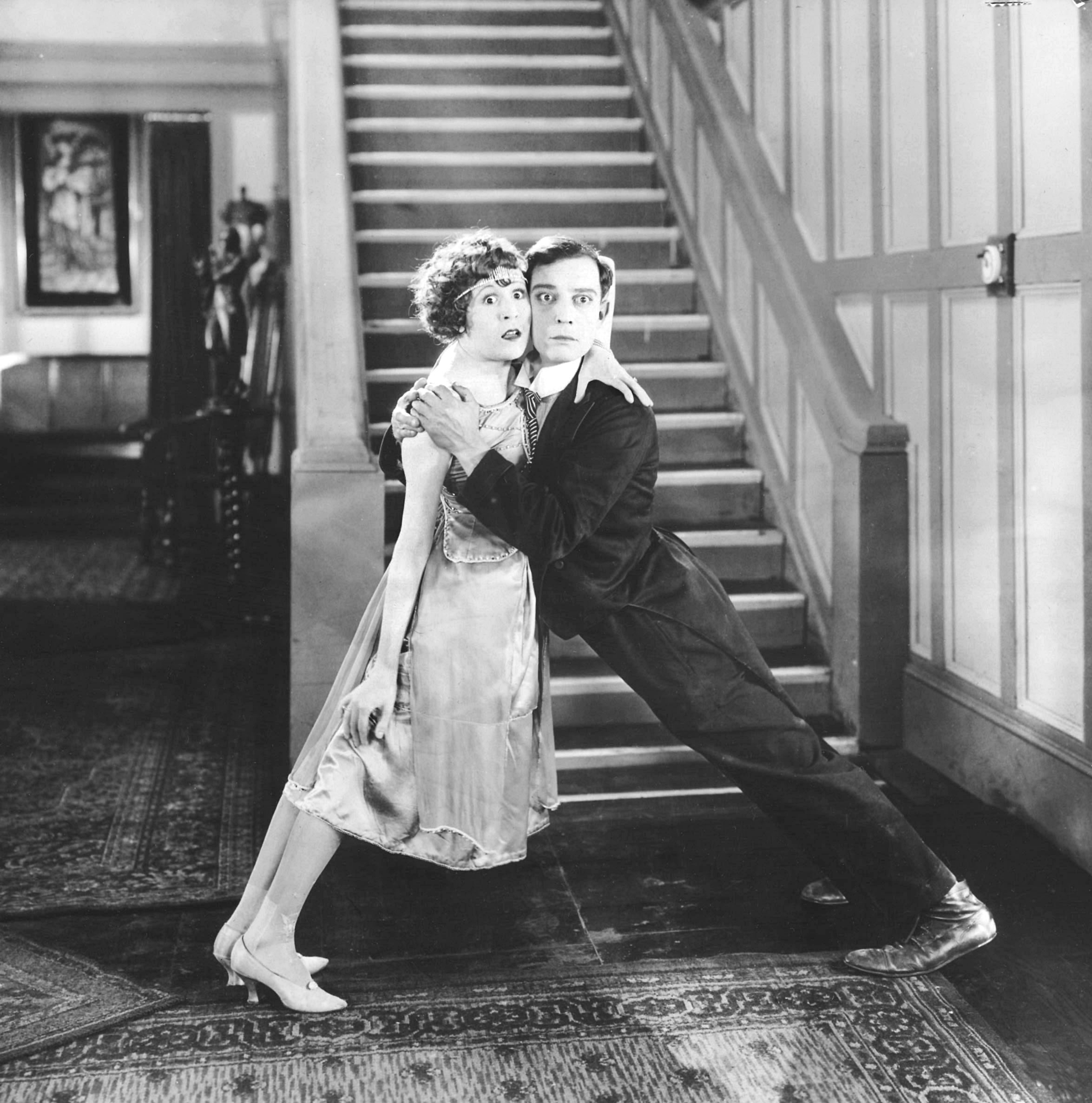
Buster Keaton et Virginia Fox.

Frigo à l'Electric Hotel (The Electric House) est un film muet américain écrit et réalisé par Buster Keaton et Edward F. Cline sorti en 1922.

## Synopsis
Buster fraîchement diplômé en botanique se voit demander de moderniser la maison du doyen de l'université, qui le prend pour un ingénieur.

## Fiche technique
- Titre : Frigo à l'Electric Hotel
- Titre original : The Electric House
- Réalisation : Buster Keaton et Edward F. Cline
- Scénario : Buster Keaton et Edward F. Cline
- Photographie : Elgin Lessley
- Direction technique : Fred Gabourie
- Producteur : Joseph M. Schenck
- Société de production : Buster Keaton Comedies
- distribution : First National
- Pays : américain
- Format : Noir et blanc — 35 mm — 1,33:1 — Muet
- Langue : film muet intertitres anglais
- Genre : Comédie
- Durée : deux bobines
- Date de sortie : 
  - États-Unis : octobre 1922

## Distribution
- Buster Keaton : le diplômé en botanique pris pour un ingénieur en électricité
- Virginia Fox : la jeune fille (non créditée)
- Joe Roberts : le propriétaire (non crédité)
- Joe Keaton : figuration (non crédité)
- Louise Keaton : figuration (non créditée)
- Myra Keaton : figuration (non créditée)
- Steve Murphy : le véritable ingénieur en électricité (non crédité)